# Anschlussdenkmal

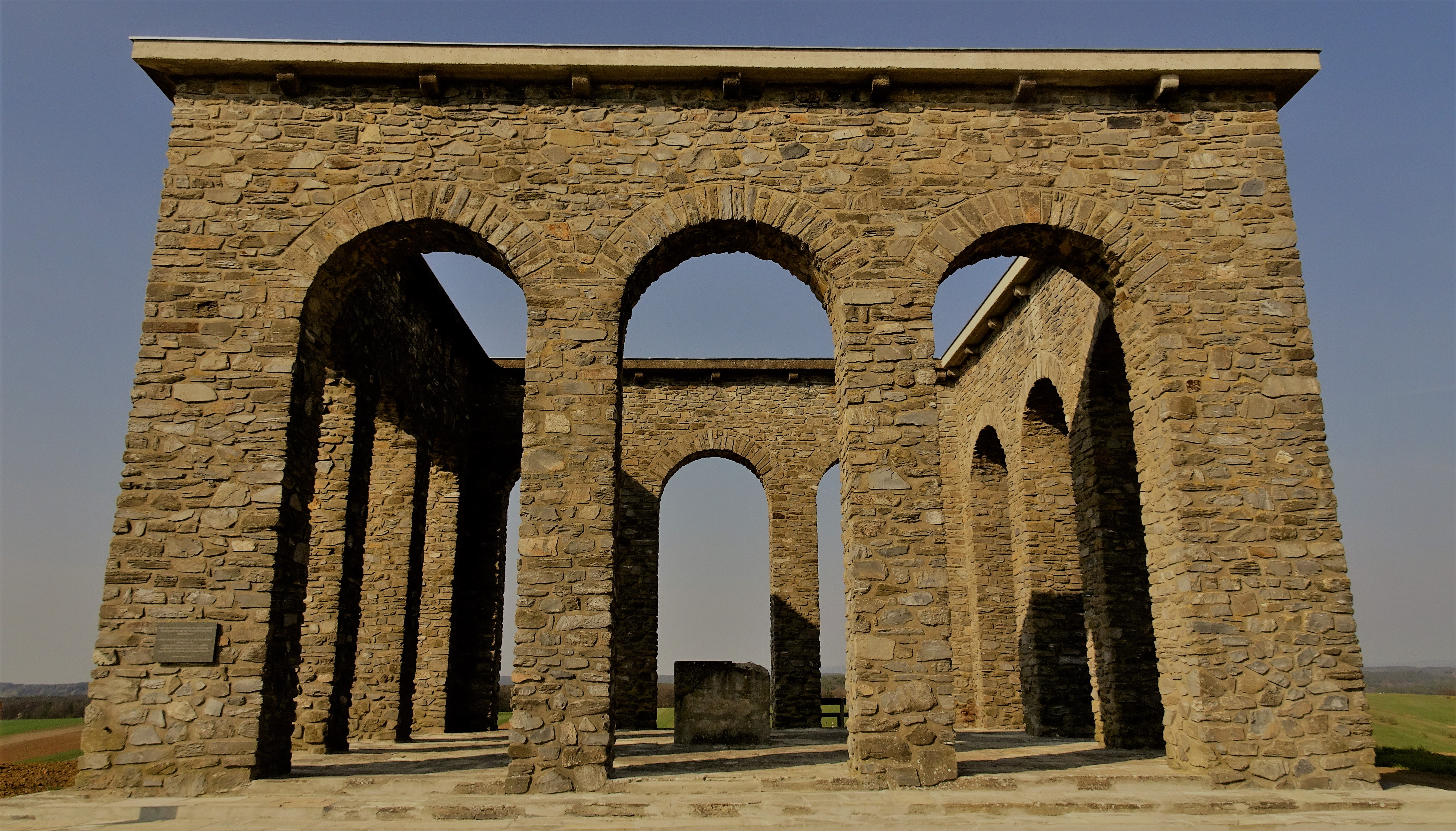
Anschlussdenkmal 2019

Das Anschlussdenkmal ist ein in der Zeit des Nationalsozialismus errichtetes Bauwerk in der Gemeinde Oberschützen im Südburgenland. Es wurde 1938/39 zur Ehrung des  „Anschlusses“ Österreichs an das nationalsozialistische Deutsche Reich  errichtet.
Der erhaltene Baukörper ohne die nationalsozialistische Ausstattung wurde bzw. wird zu einem Erinnerungsort gestaltet.

## Vorgeschichte

### Das „kleine“ Anschlussdenkmal
In Oberschützen, wie auch in Kobersdorf, St. Margarethen, Heiligenkreuz im Lafnitztal und Eisenstadt, war 1931 bereits ein „Anschlussdenkmal“ errichtet worden. Dieses sollte an die seit zehn Jahren bestehende Zugehörigkeit des ehemals ungarischen Gebietes zu Österreich erinnern. Es war als „altgermanischer Opferstein“ gestaltet. Das neue Anschlussdenkmal sollte dieses ablösen. Das kleine Anschlussdenkmal steht an der Straße nach Jormannsdorf.

### Kontext
Oberschützen war in den 1930er Jahren das Zentrum der illegalen NSDAP des Burgenlandes. Bereits 1931 war hier eine Ortsgruppe gegründet worden.
Weitere Anschlussdenkmale wurden in dieser Zeit in Österreich errichtet, so in Rosegg, St. Margarethen ob Töllerberg, Burgau  und Amstetten.

### Bau
Das neue Anschlussdenkmal wurde auf einer Anhöhe südlich von Oberschützen errichtet. Das Areal stellten mehrere Oberschützer zur Verfügung. Der Bau wurde von der NSDAP-Ortsgruppe Oberschützen und den lokalen Schulanstalten forciert. Die Schirmherrschaft darüber hatte der Gauleiterstellvertreter der Steiermark Tobias Portschy (1906–1996).
Der erste Spatenstich erfolgte am 7. Oktober 1938 durch den Oberwarter Kreisleiter Eduard Nicka (1911–1972) in Anwesenheit Portschys. Der Bau geschah unter Mitarbeit der Bevölkerung, insbesondere Jugendlicher. Bei der feierlichen Einweihung durch den Gauleiter Sigfried Uiberreither am 20. Mai 1939 waren zahlreiche hohe NS-Funktionäre anwesend.

## Architektur und ehemalige Ausstattung

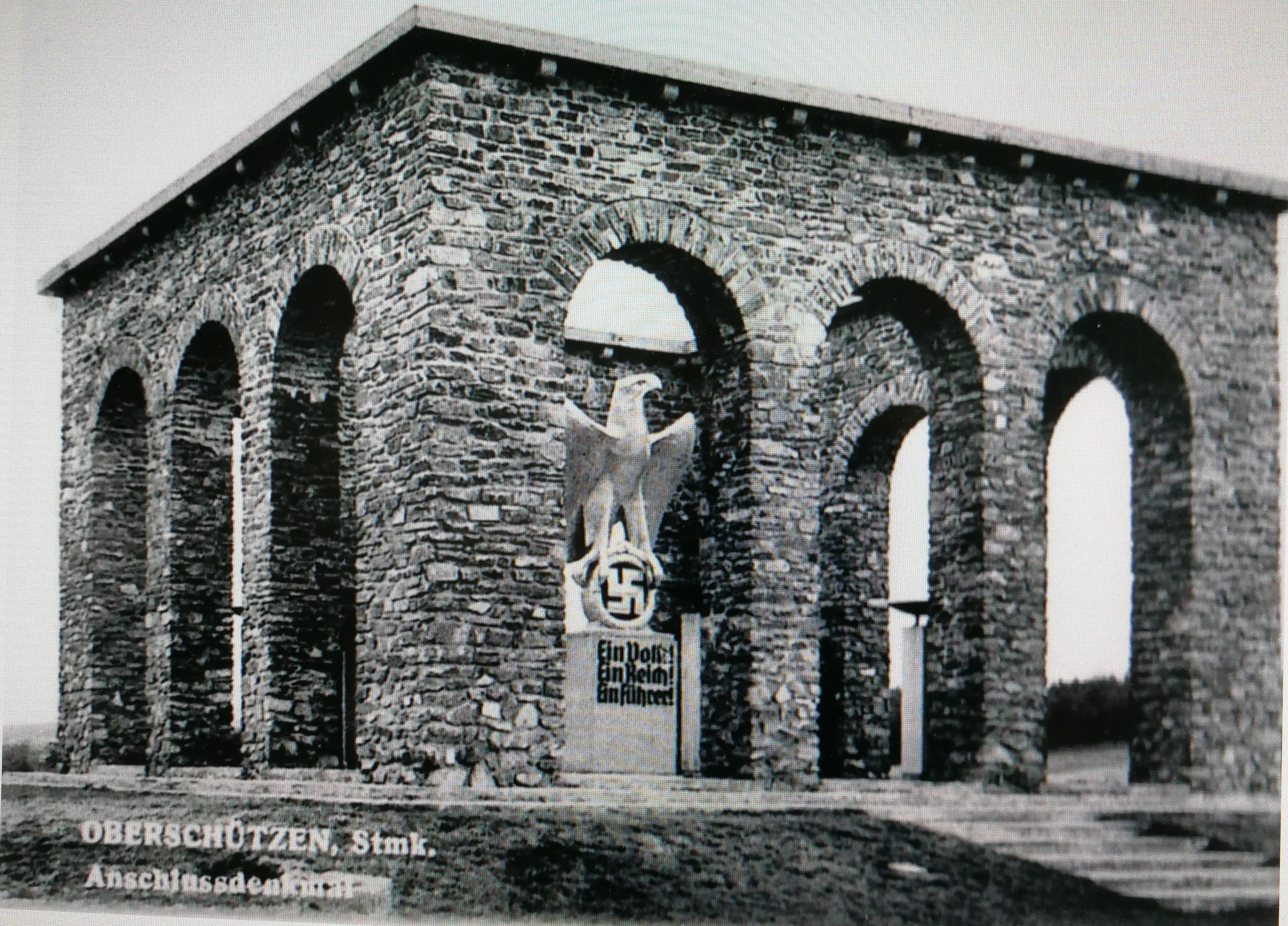
Das Anschlussdenkmal 1939

Der Entwurf des Denkmals stammte von dem Grazer Architekten Rudolf Hofer (1894–1956), der auch schon am „kleinen Anschlussdenkmal“ mitgewirkt hatte. Er nahm bei der Gestaltung Anlehnung an das deutsche „Tannenberg-Denkmal“.
Das Anschlussdenkmal wurde als viereckiger Säulenhof von acht Metern Höhe und zwölf Metern Breite konzipiert. Im Inneren befanden sich acht Pylonen mit Feuerschalen; in der Mitte des Denkmals thronte ein vergoldeter steinerner Hoheitsadler, gestaltet von Hans Adametz, über einem Hakenkreuz auf einem Sockel. Die Inschrift lautete „Ein Volk! Ein Reich! Ein Führer!“ Das Baumaterial stammte aus Steinbrüchen im Ortsteil Sulzriegel der Gemeinde Bad Tatzmannsdorf. Um das Denkmal wurde ein Aufmarschgelände mit Appellplatz geschaffen.

## Name
In der Zeit des Nationalsozialismus fanden verschiedene Bezeichnungen Verwendung: „Grenzlandmal“, „Ehrenmal“, „Mahnmal“, „Anschlussdenkmal“, „Weihestätte“, „Anschlussweihestätte“ u. a.
Im Laufe der Nachkriegszeit und jüngeren Geschichte setzte sich der Begriff „Anschlussdenkmal“ durch.

## Nach 1945
Nach dem Zusammenbruch der NS-Herrschaft wurde die Ausstattung des Denkmals (Inschrift, Feuerschalen, vergoldeter Adler) entfernt bzw. zerstört.
In den folgenden Jahren wurde regelmäßig diskutiert, das Denkmal abzureißen, was jedoch nie geschah. Konkrete Planungen waren schwierig, weil das Grundstück aus mehreren Parzellen bestand und somit verschiedene private Eigentümer zuständig waren. Der Bau blieb dabei lange in Bezug auf seine Entstehungsgeschichte tabuisiert. Er wurde gelegentlich für etwa Lagerfeuer, Sonnwendfeuer oder Akt-Fotoshootings genutzt.
Ab den 1980er Jahren versuchten engagierte Bürger, vornehmlich aus dem Schul- bzw. künstlerischen Bereich, vor allem der Autor Peter Wagner, öffentlichkeitswirksam eine Auseinandersetzung mit dem Denkmal zu bewirken. 1997 erfolgte durch die Gemeinde eine Umdeutung des Denkmals in ein „Mahnmal gegen Gewalt und Rassismus“, wozu eine Tafel am Denkmal angebracht wurde. Die Inschrift lautet:

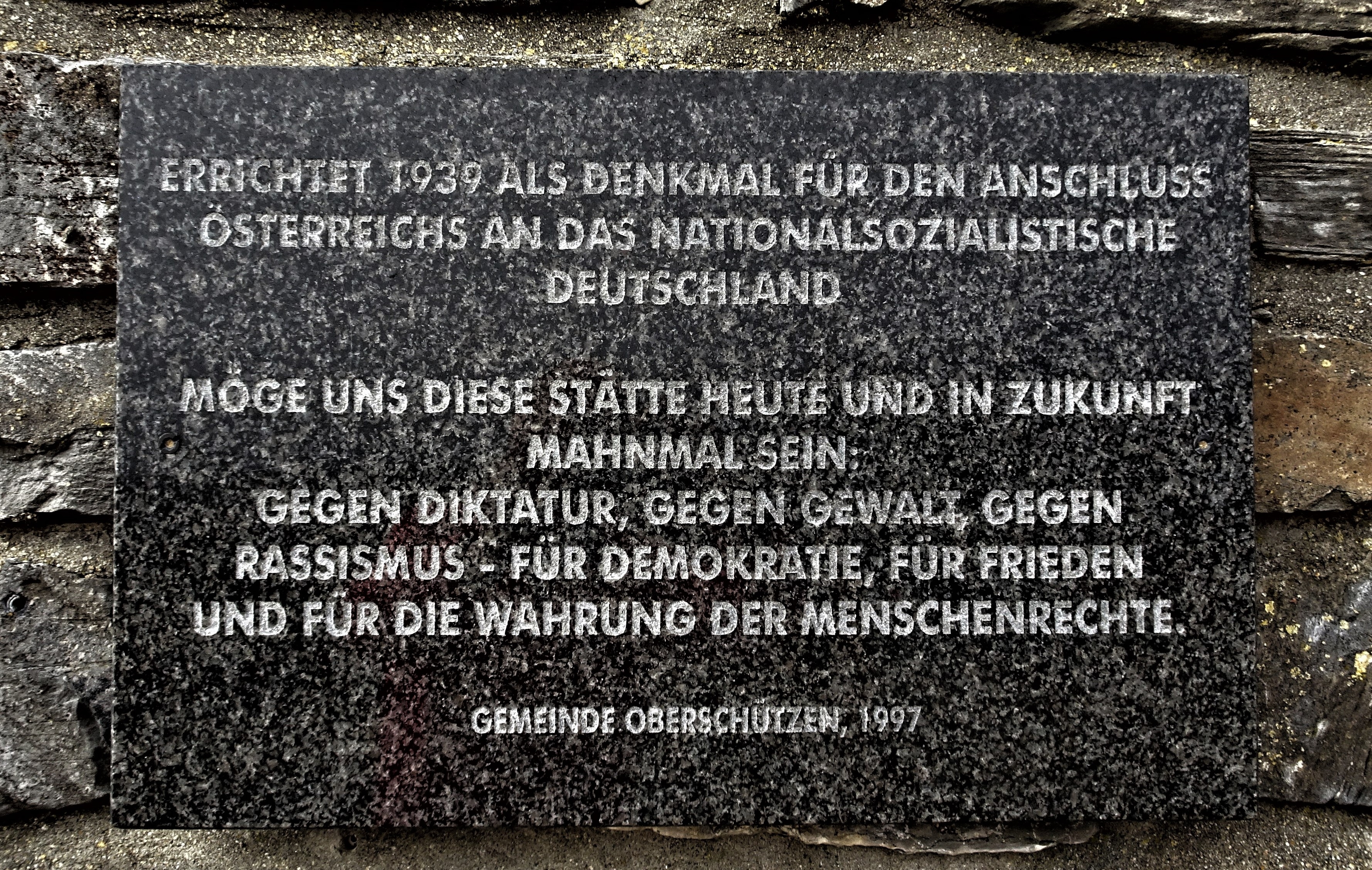
Gedenktafel 1997

„Errichtet 1939 als Denkmal für den Anschluss Österreichs an das nationalsozialistische Deutschland. Möge uns diese Stätte heute und in Zukunft ein Mahnmal sein: gegen Diktatur, gegen Gewalt, gegen Rassismus – für Demokratie, für Frieden und für die Wahrung der Menschenrechte! Gemeinde Oberschützen, 1997“
Der Umgang mit dem „Anschlussdenkmal“ blieb umstritten; Veranstaltungen zum Thema stießen jedoch auf großes Interesse.
2016 gelang es der Gemeinde Oberschützen durch Vermittlung engagierter Bürger, die Parzellen, auf denen sich das Denkmal befindet, für 30 Jahre zu pachten. Das Bauwerk wurde unter Denkmalschutz gestellt und 2018/19 in Kooperation mit dem Bundesdenkmalamt saniert.
Ebenfalls 2018 wurde in der Gemeinde eine „Arbeitsgruppe Denkmäler“ eingerichtet. Dabei wurde ein umfassendes Projekt entwickelt. Es zielt darauf ab, dass das „Anschlussdenkmal“ Teil des kulturellen Erbes der Region ist, so wie die Geschichte des Nationalsozialismus Teil der Geschichte der Region ist. Der bislang am Bau fehlende Verweis auf die Geschichte des Denkmals soll im Zuge des Projektes gut wahrnehmbar ergänzt werden. Es soll die Bevölkerung einbinden und Bewusstsein für die Widersprüchlichkeit von kulturellem Erbe in der Region schaffen. Geplant ist auch der Aufbau eines Gemeindearchivs, die Erstellung von Unterrichts- und Informationsmaterialien.